# Błyskotek Spilauchena
Błyskotek Spilauchena, szczupieńczyk Spilauchena (Aplocheilichthys spilauchen) – gatunek ryby karpieńcokształtnej z podrodziny Aplocheilichthyinae w obrębie rodziny piękniczkowatych (Poeciliidae).

## Występowanie
Żyje w słodkowodnych i słonawych ujściach rzek, lagunach i wśród namorzynów Afryki Zachodniej od rzeki Senegal na północ po rzekę Bengo w Angoli.

## Cechy morfologiczne
Osiąga 7 cm długości.

## Znaczenie
Gatunek hodowany w akwariach. Jego hodowla jest trudna, wymaga wody zasadowej o pH 7,5–8,5 i twardości  powyżej 12 dH oraz temperatury 24–32 °C.